# Fratelli del terz'ordine regolare di San Francesco d'Assisi di Brooklyn
I Fratelli del Terz'Ordine Regolare di San Francesco d'Assisi di Brooklyn (in latino Congregatio Fratrum Tertiariorium Franciscalium, in inglese Franciscan Brothers of the Third Order Regular of Brooklyn) sono un istituto religioso maschile di diritto pontificio: i membri di questa congregazione laicale pospongono al loro nome la sigla O.S.F.

## Storia
La congregazione deriva da quella irlandese dei fratelli del Terz'Ordine Regolare di san Francesco di Mountbellew, sorta nel 1818 per l'insegnamento.
Il vescovo di Brooklyn John Loughlin, vedendo crescere il numero degli immigrati irlandesi nella sua diocesi, invitò una comunità di fratelli francescani di Mountbellew a insediarsi negli Stati Uniti d'America: nel 1858 giunsero a Brooklyn fratel John McMahon e fratel Vincent Hayes, che fissarono la loro sede a Cobble Hill e nel 1859 aprirono il Saint Francis College, la prima scuola superiore della diocesi.
La comunità di Brooklyn si rese subito autonoma dalla casa madre di Mountbellew e si pose sotto la giurisdizione del vescovo locale; i religiosi della congregazione ottennero l'approvazione civile da parte dello stato di New York nel 1868. Nel 1989 i Fratelli Francescani di Brooklyn ricevettero il riconoscimento papale di congregazione di diritto pontificio.

## Attività e diffusione
I Fratelli Francescani si dedicano essenzialmente all'istruzione e all'educazione cristiana della gioventù.
Nel corso degli anni, hanno aperto scuole nel New Jersey, nella Carolina del Nord, in Florida, in Connecticut, in Missouri e in Nuovo Messico; la sede generalizia è in Remsen street a Brooklyn.
Al 31 dicembre 2008, la congregazione contava 80 religiosi in 11 case.